# Stonewall Inn

Das Stonewall Inn, 2011

Das Stonewall Inn ist eine Gay-Bar in der Christopher Street (zwischen West 4th St. und Waverly Place) im Stadtteil Greenwich Village in New York City, die sich an ein schwules Zielpublikum richtet. Hier begann im Juni 1969 der Stonewall-Aufstand, die der Lesben- und Schwulenbewegung einen bedeutenden Schub gab.

## Geschichte

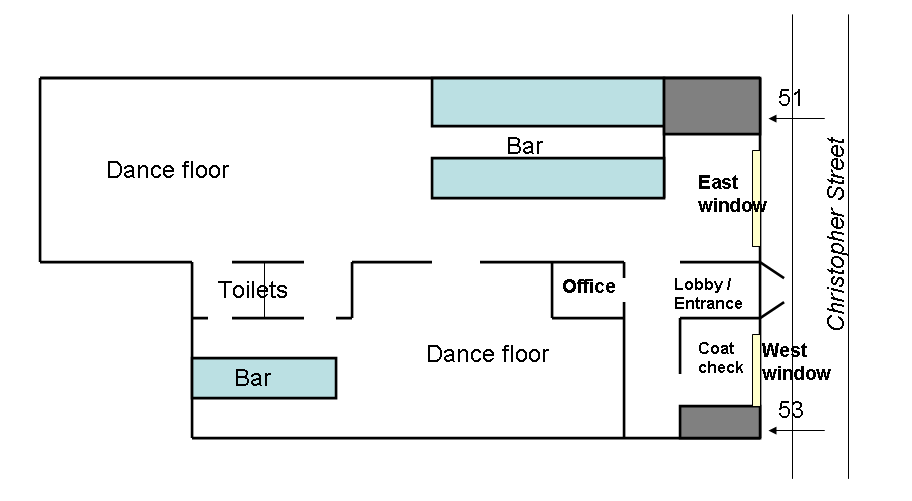
Grundriss des Stonewall Inn, 1969

Auf den Parzellen in der Christopher Street 51–53 wurden 1843 und 1846 zwei zweistöckige Ziegelhäuser errichtet. Nach zahlreichen Umbauten wurden in den 1930er Jahren beide zu einem Restaurant vereint. Bis in die 1950er Jahre war es als Restaurant Stonewall Inn bekannt. Für Renovierungsarbeiten wurde es 1966 geschlossen und ein Jahr später als Bar und Tanzlokal Stonewall Inn neu eröffnet. Es war, wie viele Geschäfte in dieser Gegend, für die homosexuelle Gemeinschaft von Greenwich Village gedacht.
Im und vor dem Stonewall Inn begann in der Nacht vom Freitag, den 27. Juni zum Samstag, den 28. Juni 1969 gegen 1:20 Uhr der Stonewall-Aufstand, der mit Unterbrechungen bis zum 3. Juli dauerte. Regelmäßige Polizeirazzien mit Aufnahme der Personalien und Beleidigungen der Gäste waren der Auslöser für eine der ersten ernstzunehmenden Widerstandshandlungen von Homosexuellen und Transgendern gegen willkürliche diskriminierende Behandlung durch die Staatsmacht und damit der Beginn der Lesben- und Schwulenbewegung. Der Aufstand zeigte sofortige Wirkung. Weitere Proteste gab es Anfang Juli, und einen Monat später, am 27. Juli, organisierte eine Gruppe von Lesben und Schwulen den ersten Gay March vom Washington Square zum Stonewall Inn. Ein Jahr danach fanden die ersten Gay-Pride-Umzüge in New York und anderen Städten statt.

## Gegenwart
Der Name „Stonewall“ und die Christopher Street werden heute international genutzt, um Veranstaltungen der LGBT-Community zu bezeichnen. Jedes Jahr während des Gay-Pride-Umzugs versammelt sich eine Menschenmenge vor dem Stonewall Inn. Am 27. Juni 1999 wurde das Stonewall Inn wegen seiner besonderen historischen Bedeutung für die Geschichte der Lesben und Schwulen in das National Register of Historic Places aufgenommen. Seit dem 16. Februar 2000 hat die Bar den Status eines National Historic Landmarks.

## Stonewall National Monument
Am 24. Juni 2016 widmete Präsident Obama das Stonewall National Monument. Die Gedenkstätte vom Typ eines National Monuments liegt gegenüber dem Gebäude im Christopher Park. Zum National Monument gehört auch das Stonewall Inn und der Christopher Park, ein historischer Gemeindepark an der Kreuzung von Christopher Street, West 4th Street und Grove Street direkt gegenüber dem Stonewall Inn. Das Monument umfasst etwa 7,7 acres Land, einschließlich der umliegenden Straßen und Bürgersteige, auf denen 1969 der Stonewall-Aufstand stattfand. Das Stonewall National Monument ist das erste National Monument der USA zu Ehren von LGBT-Rechten. Die Betreuung erfolgt durch den National Park Service. Die National Park Foundation startete 2016 eine Sammlung, um zwei Millionen Dollar für eine Rangerstation, ein Besucherzentrum, Gemeindeaktivitäten und Ausstellungen zu sammeln.